# Diakonicentrum
Diakonicentrum är en del av pastorat i Svenska kyrkan och andra kristna samfund som sysslar med social verksamhet, såsom samtalsstöd för unga, utdelning av matkassar och annan hjälp till fattiga och hemlösa. Diakonicentrum finns till exempel i Växjö och Norrköping.